# Tarphonomus certhioides
A Tarphonomus certhioides a madarak (Aves) osztályának verébalakúak (Passeriformes) rendjébe és a fazekasmadár-félék (Furnariidae) családjába tartozó faj.

## Rendszerezése
Besorolása vitatott, az Ochetorhynchus nembe tartották nyilván Ochetorhynchus certhioides néven,  utána az Upucerthia nembe helyezik Upucerthia certhioides néven, innen kerül 2008-ban jelenlegi nemébe, de még nem minden szervezet fogadja el.

## Alfajai
- Tarphonomus certhioides certhioides (Orbigny & Lafresnaye, 1838) - Bolívia és Paraguay területén honos
- Tarphonomus certhioides estebani (Wetmore & J. L. Peters, 1949) - Argentína
- Tarphonomus certhioides luscinia (Burmeister, 1860) - Argentína[5]

## Előfordulása
Argentína, Bolívia és Paraguay területén honos. Állandó, nem vonuló faj. A természetes élőhelye a szubtrópusi és trópusi magaslati és száraz bokrosokban, valamint szavannák.

## Megjelenése
Átlagos testhossza 16 centiméter, testtömege 18-31 gramm.

## Külső hivatkozás
- Internet Bird Collection - videók a fajról
- Xeno-canto.org - a faj hangja és elterjedési területe